# 나한과
나한과(羅漢果, Siraitia grosvenorii)는 중국의 유명한 약재 중 하나이며 불로장생의 약, 신비의 과일이라고 불렸다.

## 생육환경
나한과는 중국의 광서성 계림지역 고랭지 농업으로 자란다.

## 생김새
보통 초록색의 둥근 모양이며 끝 부분에는 꼭지가 있다.
고온에서 자란 나한과는 짙은 녹색이며 저온에서 오랫동안 숙성시킨 나한과는 밝은 연두색이다.

## 특징
나한과는 특유의 성분인 모그로사이드로 사탕수수의 약 300배 이상의 단맛이 나기 때문에 옛날 중국에서 주로 약재로 쓰이지만 설탕처럼 쓰이기도 하였다. 최근, 우리나라에서도 설탕의 대용품으로 각광받고 있다. 이 과일의 수분은 몸에 흡수가 잘 되지 않기 때문에 건강에 좋으며 특히 건조시켜 차로 많이 마시곤 한다. 또한, 굉장히 가볍고 손으로 잘 부서진다.

## 효능
기관지와 폐의 염증을 없애주고 몸의 열을 내려준다. 과일의 주성분인 모그로사이드가 비피더스의 영양분이 되면서 변비와 피부 미용에 좋다.

### 부작용
나한과에는 여러 가지 영양분이 풍부하기 때문에 한번에 과다복용할 경우, 복부 팽만이나 설사, 복통을 불러일으킬 수 있다.

## 먹는 방법
물 2L에 나한과를 부숴서 넣은 뒤에 끓여 차로 마시면 된다.